# Радавець-Дужи
Радавець Дужий (пол. Radawiec Duży) — село в Польщі, у гміні Конопниця Люблінського повіту Люблінського воєводства.
Населення — 1408 осіб (2011).

## Демографія
Демографічна структура станом на 31 березня 2011 року:
|          | Загалом | Допрацездатний вік | Працездатний вік | Постпрацездатний вік |
| -------- | ------- | ------------------ | ---------------- | -------------------- |
| Чоловіки | 671     | 149                | 450              | 72                   |
| Жінки    | 737     | 154                | 422              | 161                  |
| Разом    | 1408    | 303                | 872              | 233                  |